# Петер Торесен
Петер Торесен (норв. Petter Thoresen — Осло, 25. јул 1961) некадашњи је професионални норвешки хокејаш на леду који је током играчке каријере која је трајала од 1980. до 1995. играо на позицијама десног крила. Од 2005. ради као хокејашки тренер. 
Његови синови Стефен и Патрик су професионални хокејаши и репрезентативци Норвешке. 

## Играчка каријера
Као играч играо је за неколико норвешких екипа, а са Волеренгом и Сторхамаром освојио је укупно четири титуле националног првака (у сезонама 1984/85, 1986/87, 1987/88. и 1994/95). 
У дресу репрезентације Норвешке одиграо је више од 110 утакмица, а између осталих такмичења чак 5 пута је играо за своју репрезентацију на олимпијским играма (ЗОИ 1980, ЗОИ 1984, ЗОИ 1988, ЗОИ 1992. и ЗОИ 1994). 

## Тренерска каријера
Као тренер дебитовао је у екипи Сторхамара у сезони 1995/96. освојивши исте сезоне титулу првака Норвешке. У Сторхамару је радио све до 2000. године и за то време освојио је још две титуле првака Норвешке. Потом постаје тренер Волеранге са којом је освојио две титуле првака, док је највећи успех остварио водећи Ставангер ојлерсе са којима је у периоду 2009−2016. освојио чак 6 титула првака државе.
Почетком 2016. постављен је на место селектора репрезентације Норвешке.